# Xã Utica, Quận Chickasaw, Iowa
Xã Utica (tiếng Anh: Utica Township) là một xã thuộc quận Chickasaw, tiểu bang Iowa, Hoa Kỳ. Năm 2010, dân số của xã này là 421 người.